# Дьюла Бреєр
Дьюла Бреєр (угор. Breyer Gyula; 30 квітня 1893, Будапешт — 10 листопада 1921, Братислава) — угорський шахіст, теоретик і журналіст; один з визначних представників гіпермодернізму.

## Біографія
З шахами познайомився в студентські роки. У 18 років брав участь у міжнародному турнірі (Кельн, 6-е місце), в 19 років у чемпіонаті Угорщини; 4 рази займав перше місце у турнірах угорських майстрів у Будапешті (1915–1917). Найкращі результати в міжнародних змаганнях: Баден (1914) — 4-е; Мангайм (1914) — 4-6-е; Кошиці (1918; пам'яті Р. Харузека) — 3-4-е; Берлін (1920) — 1-е; Відень (1921) — 3-є місця.
Примітний успіх Бреєра в Берліні, де він набрав 6½ очок з 9, випередивши низку відомих шахістів (див. Берлінські турніри). Зіграв 2 невеликих матчі: з І. Ессером (1917; +2-1 =1) і Р. Реті (1920; +0-4 =1). Успішно проводив сеанси одночасної гри наосліп; 1921 року в Кошицях зіграв з 25 (рекордна для того часу кількість) учасниками (+15-3 =7).
Сучасники цінували шахову творчість Бреєра, яка вирізнялась оригінальністю стратегічних і тактичних ідей, набагато вище від його спортивних результатів. Виступаючи проти канонізації класичної спадщини 3. Тарраша та інших, проявив себе новатором, шаховим художником. Помер від серцевого нападу. Як сказав Ріхард Реті:
|  | Новий Стейніц занадто рано вирваний з нашого кола. |

Розробив низку оригінальних дебютних систем, в тому числі в іспанській партії та в королівському гамбіті (див.Гамбіт Бреєра). Партія Бреєра з З. Таррашем (чорні; Мангейм, 1914) — яскравий приклад його самобутньої творчості. У боротьбі за ініціативу Бреєр жертвує якість та доводить партію до перемоги.

## Варті партії
|   | a | b | c | d | e | f | g | h |   |
| 8 | a8 чорна тура · g8 чорний король · d7 чорний ферзь · e7 чорний кінь · f7 чорна тура · h7 чорний пішак · a6 чорний пішак · c6 чорний пішак · d6 чорний слон · f6 чорний пішак · b5 чорний пішак · d5 чорний пішак · b3 білий слон · c3 білий пішак · d3 білий ферзь · f3 білий кінь · a2 білий пішак · b2 білий пішак · f2 білий пішак · g2 білий пішак · h2 білий пішак · e1 біла тура · f1 біла тура · g1 білий король | a8 чорна тура · g8 чорний король · d7 чорний ферзь · e7 чорний кінь · f7 чорна тура · h7 чорний пішак · a6 чорний пішак · c6 чорний пішак · d6 чорний слон · f6 чорний пішак · b5 чорний пішак · d5 чорний пішак · b3 білий слон · c3 білий пішак · d3 білий ферзь · f3 білий кінь · a2 білий пішак · b2 білий пішак · f2 білий пішак · g2 білий пішак · h2 білий пішак · e1 біла тура · f1 біла тура · g1 білий король | a8 чорна тура · g8 чорний король · d7 чорний ферзь · e7 чорний кінь · f7 чорна тура · h7 чорний пішак · a6 чорний пішак · c6 чорний пішак · d6 чорний слон · f6 чорний пішак · b5 чорний пішак · d5 чорний пішак · b3 білий слон · c3 білий пішак · d3 білий ферзь · f3 білий кінь · a2 білий пішак · b2 білий пішак · f2 білий пішак · g2 білий пішак · h2 білий пішак · e1 біла тура · f1 біла тура · g1 білий король | a8 чорна тура · g8 чорний король · d7 чорний ферзь · e7 чорний кінь · f7 чорна тура · h7 чорний пішак · a6 чорний пішак · c6 чорний пішак · d6 чорний слон · f6 чорний пішак · b5 чорний пішак · d5 чорний пішак · b3 білий слон · c3 білий пішак · d3 білий ферзь · f3 білий кінь · a2 білий пішак · b2 білий пішак · f2 білий пішак · g2 білий пішак · h2 білий пішак · e1 біла тура · f1 біла тура · g1 білий король | a8 чорна тура · g8 чорний король · d7 чорний ферзь · e7 чорний кінь · f7 чорна тура · h7 чорний пішак · a6 чорний пішак · c6 чорний пішак · d6 чорний слон · f6 чорний пішак · b5 чорний пішак · d5 чорний пішак · b3 білий слон · c3 білий пішак · d3 білий ферзь · f3 білий кінь · a2 білий пішак · b2 білий пішак · f2 білий пішак · g2 білий пішак · h2 білий пішак · e1 біла тура · f1 біла тура · g1 білий король | a8 чорна тура · g8 чорний король · d7 чорний ферзь · e7 чорний кінь · f7 чорна тура · h7 чорний пішак · a6 чорний пішак · c6 чорний пішак · d6 чорний слон · f6 чорний пішак · b5 чорний пішак · d5 чорний пішак · b3 білий слон · c3 білий пішак · d3 білий ферзь · f3 білий кінь · a2 білий пішак · b2 білий пішак · f2 білий пішак · g2 білий пішак · h2 білий пішак · e1 біла тура · f1 біла тура · g1 білий король | a8 чорна тура · g8 чорний король · d7 чорний ферзь · e7 чорний кінь · f7 чорна тура · h7 чорний пішак · a6 чорний пішак · c6 чорний пішак · d6 чорний слон · f6 чорний пішак · b5 чорний пішак · d5 чорний пішак · b3 білий слон · c3 білий пішак · d3 білий ферзь · f3 білий кінь · a2 білий пішак · b2 білий пішак · f2 білий пішак · g2 білий пішак · h2 білий пішак · e1 біла тура · f1 біла тура · g1 білий король | a8 чорна тура · g8 чорний король · d7 чорний ферзь · e7 чорний кінь · f7 чорна тура · h7 чорний пішак · a6 чорний пішак · c6 чорний пішак · d6 чорний слон · f6 чорний пішак · b5 чорний пішак · d5 чорний пішак · b3 білий слон · c3 білий пішак · d3 білий ферзь · f3 білий кінь · a2 білий пішак · b2 білий пішак · f2 білий пішак · g2 білий пішак · h2 білий пішак · e1 біла тура · f1 біла тура · g1 білий король | 8 |
| 7 | a8 чорна тура · g8 чорний король · d7 чорний ферзь · e7 чорний кінь · f7 чорна тура · h7 чорний пішак · a6 чорний пішак · c6 чорний пішак · d6 чорний слон · f6 чорний пішак · b5 чорний пішак · d5 чорний пішак · b3 білий слон · c3 білий пішак · d3 білий ферзь · f3 білий кінь · a2 білий пішак · b2 білий пішак · f2 білий пішак · g2 білий пішак · h2 білий пішак · e1 біла тура · f1 біла тура · g1 білий король | a8 чорна тура · g8 чорний король · d7 чорний ферзь · e7 чорний кінь · f7 чорна тура · h7 чорний пішак · a6 чорний пішак · c6 чорний пішак · d6 чорний слон · f6 чорний пішак · b5 чорний пішак · d5 чорний пішак · b3 білий слон · c3 білий пішак · d3 білий ферзь · f3 білий кінь · a2 білий пішак · b2 білий пішак · f2 білий пішак · g2 білий пішак · h2 білий пішак · e1 біла тура · f1 біла тура · g1 білий король | a8 чорна тура · g8 чорний король · d7 чорний ферзь · e7 чорний кінь · f7 чорна тура · h7 чорний пішак · a6 чорний пішак · c6 чорний пішак · d6 чорний слон · f6 чорний пішак · b5 чорний пішак · d5 чорний пішак · b3 білий слон · c3 білий пішак · d3 білий ферзь · f3 білий кінь · a2 білий пішак · b2 білий пішак · f2 білий пішак · g2 білий пішак · h2 білий пішак · e1 біла тура · f1 біла тура · g1 білий король | a8 чорна тура · g8 чорний король · d7 чорний ферзь · e7 чорний кінь · f7 чорна тура · h7 чорний пішак · a6 чорний пішак · c6 чорний пішак · d6 чорний слон · f6 чорний пішак · b5 чорний пішак · d5 чорний пішак · b3 білий слон · c3 білий пішак · d3 білий ферзь · f3 білий кінь · a2 білий пішак · b2 білий пішак · f2 білий пішак · g2 білий пішак · h2 білий пішак · e1 біла тура · f1 біла тура · g1 білий король | a8 чорна тура · g8 чорний король · d7 чорний ферзь · e7 чорний кінь · f7 чорна тура · h7 чорний пішак · a6 чорний пішак · c6 чорний пішак · d6 чорний слон · f6 чорний пішак · b5 чорний пішак · d5 чорний пішак · b3 білий слон · c3 білий пішак · d3 білий ферзь · f3 білий кінь · a2 білий пішак · b2 білий пішак · f2 білий пішак · g2 білий пішак · h2 білий пішак · e1 біла тура · f1 біла тура · g1 білий король | a8 чорна тура · g8 чорний король · d7 чорний ферзь · e7 чорний кінь · f7 чорна тура · h7 чорний пішак · a6 чорний пішак · c6 чорний пішак · d6 чорний слон · f6 чорний пішак · b5 чорний пішак · d5 чорний пішак · b3 білий слон · c3 білий пішак · d3 білий ферзь · f3 білий кінь · a2 білий пішак · b2 білий пішак · f2 білий пішак · g2 білий пішак · h2 білий пішак · e1 біла тура · f1 біла тура · g1 білий король | a8 чорна тура · g8 чорний король · d7 чорний ферзь · e7 чорний кінь · f7 чорна тура · h7 чорний пішак · a6 чорний пішак · c6 чорний пішак · d6 чорний слон · f6 чорний пішак · b5 чорний пішак · d5 чорний пішак · b3 білий слон · c3 білий пішак · d3 білий ферзь · f3 білий кінь · a2 білий пішак · b2 білий пішак · f2 білий пішак · g2 білий пішак · h2 білий пішак · e1 біла тура · f1 біла тура · g1 білий король | a8 чорна тура · g8 чорний король · d7 чорний ферзь · e7 чорний кінь · f7 чорна тура · h7 чорний пішак · a6 чорний пішак · c6 чорний пішак · d6 чорний слон · f6 чорний пішак · b5 чорний пішак · d5 чорний пішак · b3 білий слон · c3 білий пішак · d3 білий ферзь · f3 білий кінь · a2 білий пішак · b2 білий пішак · f2 білий пішак · g2 білий пішак · h2 білий пішак · e1 біла тура · f1 біла тура · g1 білий король | 7 |
| 6 | a8 чорна тура · g8 чорний король · d7 чорний ферзь · e7 чорний кінь · f7 чорна тура · h7 чорний пішак · a6 чорний пішак · c6 чорний пішак · d6 чорний слон · f6 чорний пішак · b5 чорний пішак · d5 чорний пішак · b3 білий слон · c3 білий пішак · d3 білий ферзь · f3 білий кінь · a2 білий пішак · b2 білий пішак · f2 білий пішак · g2 білий пішак · h2 білий пішак · e1 біла тура · f1 біла тура · g1 білий король | a8 чорна тура · g8 чорний король · d7 чорний ферзь · e7 чорний кінь · f7 чорна тура · h7 чорний пішак · a6 чорний пішак · c6 чорний пішак · d6 чорний слон · f6 чорний пішак · b5 чорний пішак · d5 чорний пішак · b3 білий слон · c3 білий пішак · d3 білий ферзь · f3 білий кінь · a2 білий пішак · b2 білий пішак · f2 білий пішак · g2 білий пішак · h2 білий пішак · e1 біла тура · f1 біла тура · g1 білий король | a8 чорна тура · g8 чорний король · d7 чорний ферзь · e7 чорний кінь · f7 чорна тура · h7 чорний пішак · a6 чорний пішак · c6 чорний пішак · d6 чорний слон · f6 чорний пішак · b5 чорний пішак · d5 чорний пішак · b3 білий слон · c3 білий пішак · d3 білий ферзь · f3 білий кінь · a2 білий пішак · b2 білий пішак · f2 білий пішак · g2 білий пішак · h2 білий пішак · e1 біла тура · f1 біла тура · g1 білий король | a8 чорна тура · g8 чорний король · d7 чорний ферзь · e7 чорний кінь · f7 чорна тура · h7 чорний пішак · a6 чорний пішак · c6 чорний пішак · d6 чорний слон · f6 чорний пішак · b5 чорний пішак · d5 чорний пішак · b3 білий слон · c3 білий пішак · d3 білий ферзь · f3 білий кінь · a2 білий пішак · b2 білий пішак · f2 білий пішак · g2 білий пішак · h2 білий пішак · e1 біла тура · f1 біла тура · g1 білий король | a8 чорна тура · g8 чорний король · d7 чорний ферзь · e7 чорний кінь · f7 чорна тура · h7 чорний пішак · a6 чорний пішак · c6 чорний пішак · d6 чорний слон · f6 чорний пішак · b5 чорний пішак · d5 чорний пішак · b3 білий слон · c3 білий пішак · d3 білий ферзь · f3 білий кінь · a2 білий пішак · b2 білий пішак · f2 білий пішак · g2 білий пішак · h2 білий пішак · e1 біла тура · f1 біла тура · g1 білий король | a8 чорна тура · g8 чорний король · d7 чорний ферзь · e7 чорний кінь · f7 чорна тура · h7 чорний пішак · a6 чорний пішак · c6 чорний пішак · d6 чорний слон · f6 чорний пішак · b5 чорний пішак · d5 чорний пішак · b3 білий слон · c3 білий пішак · d3 білий ферзь · f3 білий кінь · a2 білий пішак · b2 білий пішак · f2 білий пішак · g2 білий пішак · h2 білий пішак · e1 біла тура · f1 біла тура · g1 білий король | a8 чорна тура · g8 чорний король · d7 чорний ферзь · e7 чорний кінь · f7 чорна тура · h7 чорний пішак · a6 чорний пішак · c6 чорний пішак · d6 чорний слон · f6 чорний пішак · b5 чорний пішак · d5 чорний пішак · b3 білий слон · c3 білий пішак · d3 білий ферзь · f3 білий кінь · a2 білий пішак · b2 білий пішак · f2 білий пішак · g2 білий пішак · h2 білий пішак · e1 біла тура · f1 біла тура · g1 білий король | a8 чорна тура · g8 чорний король · d7 чорний ферзь · e7 чорний кінь · f7 чорна тура · h7 чорний пішак · a6 чорний пішак · c6 чорний пішак · d6 чорний слон · f6 чорний пішак · b5 чорний пішак · d5 чорний пішак · b3 білий слон · c3 білий пішак · d3 білий ферзь · f3 білий кінь · a2 білий пішак · b2 білий пішак · f2 білий пішак · g2 білий пішак · h2 білий пішак · e1 біла тура · f1 біла тура · g1 білий король | 6 |
| 5 | a8 чорна тура · g8 чорний король · d7 чорний ферзь · e7 чорний кінь · f7 чорна тура · h7 чорний пішак · a6 чорний пішак · c6 чорний пішак · d6 чорний слон · f6 чорний пішак · b5 чорний пішак · d5 чорний пішак · b3 білий слон · c3 білий пішак · d3 білий ферзь · f3 білий кінь · a2 білий пішак · b2 білий пішак · f2 білий пішак · g2 білий пішак · h2 білий пішак · e1 біла тура · f1 біла тура · g1 білий король | a8 чорна тура · g8 чорний король · d7 чорний ферзь · e7 чорний кінь · f7 чорна тура · h7 чорний пішак · a6 чорний пішак · c6 чорний пішак · d6 чорний слон · f6 чорний пішак · b5 чорний пішак · d5 чорний пішак · b3 білий слон · c3 білий пішак · d3 білий ферзь · f3 білий кінь · a2 білий пішак · b2 білий пішак · f2 білий пішак · g2 білий пішак · h2 білий пішак · e1 біла тура · f1 біла тура · g1 білий король | a8 чорна тура · g8 чорний король · d7 чорний ферзь · e7 чорний кінь · f7 чорна тура · h7 чорний пішак · a6 чорний пішак · c6 чорний пішак · d6 чорний слон · f6 чорний пішак · b5 чорний пішак · d5 чорний пішак · b3 білий слон · c3 білий пішак · d3 білий ферзь · f3 білий кінь · a2 білий пішак · b2 білий пішак · f2 білий пішак · g2 білий пішак · h2 білий пішак · e1 біла тура · f1 біла тура · g1 білий король | a8 чорна тура · g8 чорний король · d7 чорний ферзь · e7 чорний кінь · f7 чорна тура · h7 чорний пішак · a6 чорний пішак · c6 чорний пішак · d6 чорний слон · f6 чорний пішак · b5 чорний пішак · d5 чорний пішак · b3 білий слон · c3 білий пішак · d3 білий ферзь · f3 білий кінь · a2 білий пішак · b2 білий пішак · f2 білий пішак · g2 білий пішак · h2 білий пішак · e1 біла тура · f1 біла тура · g1 білий король | a8 чорна тура · g8 чорний король · d7 чорний ферзь · e7 чорний кінь · f7 чорна тура · h7 чорний пішак · a6 чорний пішак · c6 чорний пішак · d6 чорний слон · f6 чорний пішак · b5 чорний пішак · d5 чорний пішак · b3 білий слон · c3 білий пішак · d3 білий ферзь · f3 білий кінь · a2 білий пішак · b2 білий пішак · f2 білий пішак · g2 білий пішак · h2 білий пішак · e1 біла тура · f1 біла тура · g1 білий король | a8 чорна тура · g8 чорний король · d7 чорний ферзь · e7 чорний кінь · f7 чорна тура · h7 чорний пішак · a6 чорний пішак · c6 чорний пішак · d6 чорний слон · f6 чорний пішак · b5 чорний пішак · d5 чорний пішак · b3 білий слон · c3 білий пішак · d3 білий ферзь · f3 білий кінь · a2 білий пішак · b2 білий пішак · f2 білий пішак · g2 білий пішак · h2 білий пішак · e1 біла тура · f1 біла тура · g1 білий король | a8 чорна тура · g8 чорний король · d7 чорний ферзь · e7 чорний кінь · f7 чорна тура · h7 чорний пішак · a6 чорний пішак · c6 чорний пішак · d6 чорний слон · f6 чорний пішак · b5 чорний пішак · d5 чорний пішак · b3 білий слон · c3 білий пішак · d3 білий ферзь · f3 білий кінь · a2 білий пішак · b2 білий пішак · f2 білий пішак · g2 білий пішак · h2 білий пішак · e1 біла тура · f1 біла тура · g1 білий король | a8 чорна тура · g8 чорний король · d7 чорний ферзь · e7 чорний кінь · f7 чорна тура · h7 чорний пішак · a6 чорний пішак · c6 чорний пішак · d6 чорний слон · f6 чорний пішак · b5 чорний пішак · d5 чорний пішак · b3 білий слон · c3 білий пішак · d3 білий ферзь · f3 білий кінь · a2 білий пішак · b2 білий пішак · f2 білий пішак · g2 білий пішак · h2 білий пішак · e1 біла тура · f1 біла тура · g1 білий король | 5 |
| 4 | a8 чорна тура · g8 чорний король · d7 чорний ферзь · e7 чорний кінь · f7 чорна тура · h7 чорний пішак · a6 чорний пішак · c6 чорний пішак · d6 чорний слон · f6 чорний пішак · b5 чорний пішак · d5 чорний пішак · b3 білий слон · c3 білий пішак · d3 білий ферзь · f3 білий кінь · a2 білий пішак · b2 білий пішак · f2 білий пішак · g2 білий пішак · h2 білий пішак · e1 біла тура · f1 біла тура · g1 білий король | a8 чорна тура · g8 чорний король · d7 чорний ферзь · e7 чорний кінь · f7 чорна тура · h7 чорний пішак · a6 чорний пішак · c6 чорний пішак · d6 чорний слон · f6 чорний пішак · b5 чорний пішак · d5 чорний пішак · b3 білий слон · c3 білий пішак · d3 білий ферзь · f3 білий кінь · a2 білий пішак · b2 білий пішак · f2 білий пішак · g2 білий пішак · h2 білий пішак · e1 біла тура · f1 біла тура · g1 білий король | a8 чорна тура · g8 чорний король · d7 чорний ферзь · e7 чорний кінь · f7 чорна тура · h7 чорний пішак · a6 чорний пішак · c6 чорний пішак · d6 чорний слон · f6 чорний пішак · b5 чорний пішак · d5 чорний пішак · b3 білий слон · c3 білий пішак · d3 білий ферзь · f3 білий кінь · a2 білий пішак · b2 білий пішак · f2 білий пішак · g2 білий пішак · h2 білий пішак · e1 біла тура · f1 біла тура · g1 білий король | a8 чорна тура · g8 чорний король · d7 чорний ферзь · e7 чорний кінь · f7 чорна тура · h7 чорний пішак · a6 чорний пішак · c6 чорний пішак · d6 чорний слон · f6 чорний пішак · b5 чорний пішак · d5 чорний пішак · b3 білий слон · c3 білий пішак · d3 білий ферзь · f3 білий кінь · a2 білий пішак · b2 білий пішак · f2 білий пішак · g2 білий пішак · h2 білий пішак · e1 біла тура · f1 біла тура · g1 білий король | a8 чорна тура · g8 чорний король · d7 чорний ферзь · e7 чорний кінь · f7 чорна тура · h7 чорний пішак · a6 чорний пішак · c6 чорний пішак · d6 чорний слон · f6 чорний пішак · b5 чорний пішак · d5 чорний пішак · b3 білий слон · c3 білий пішак · d3 білий ферзь · f3 білий кінь · a2 білий пішак · b2 білий пішак · f2 білий пішак · g2 білий пішак · h2 білий пішак · e1 біла тура · f1 біла тура · g1 білий король | a8 чорна тура · g8 чорний король · d7 чорний ферзь · e7 чорний кінь · f7 чорна тура · h7 чорний пішак · a6 чорний пішак · c6 чорний пішак · d6 чорний слон · f6 чорний пішак · b5 чорний пішак · d5 чорний пішак · b3 білий слон · c3 білий пішак · d3 білий ферзь · f3 білий кінь · a2 білий пішак · b2 білий пішак · f2 білий пішак · g2 білий пішак · h2 білий пішак · e1 біла тура · f1 біла тура · g1 білий король | a8 чорна тура · g8 чорний король · d7 чорний ферзь · e7 чорний кінь · f7 чорна тура · h7 чорний пішак · a6 чорний пішак · c6 чорний пішак · d6 чорний слон · f6 чорний пішак · b5 чорний пішак · d5 чорний пішак · b3 білий слон · c3 білий пішак · d3 білий ферзь · f3 білий кінь · a2 білий пішак · b2 білий пішак · f2 білий пішак · g2 білий пішак · h2 білий пішак · e1 біла тура · f1 біла тура · g1 білий король | a8 чорна тура · g8 чорний король · d7 чорний ферзь · e7 чорний кінь · f7 чорна тура · h7 чорний пішак · a6 чорний пішак · c6 чорний пішак · d6 чорний слон · f6 чорний пішак · b5 чорний пішак · d5 чорний пішак · b3 білий слон · c3 білий пішак · d3 білий ферзь · f3 білий кінь · a2 білий пішак · b2 білий пішак · f2 білий пішак · g2 білий пішак · h2 білий пішак · e1 біла тура · f1 біла тура · g1 білий король | 4 |
| 3 | a8 чорна тура · g8 чорний король · d7 чорний ферзь · e7 чорний кінь · f7 чорна тура · h7 чорний пішак · a6 чорний пішак · c6 чорний пішак · d6 чорний слон · f6 чорний пішак · b5 чорний пішак · d5 чорний пішак · b3 білий слон · c3 білий пішак · d3 білий ферзь · f3 білий кінь · a2 білий пішак · b2 білий пішак · f2 білий пішак · g2 білий пішак · h2 білий пішак · e1 біла тура · f1 біла тура · g1 білий король | a8 чорна тура · g8 чорний король · d7 чорний ферзь · e7 чорний кінь · f7 чорна тура · h7 чорний пішак · a6 чорний пішак · c6 чорний пішак · d6 чорний слон · f6 чорний пішак · b5 чорний пішак · d5 чорний пішак · b3 білий слон · c3 білий пішак · d3 білий ферзь · f3 білий кінь · a2 білий пішак · b2 білий пішак · f2 білий пішак · g2 білий пішак · h2 білий пішак · e1 біла тура · f1 біла тура · g1 білий король | a8 чорна тура · g8 чорний король · d7 чорний ферзь · e7 чорний кінь · f7 чорна тура · h7 чорний пішак · a6 чорний пішак · c6 чорний пішак · d6 чорний слон · f6 чорний пішак · b5 чорний пішак · d5 чорний пішак · b3 білий слон · c3 білий пішак · d3 білий ферзь · f3 білий кінь · a2 білий пішак · b2 білий пішак · f2 білий пішак · g2 білий пішак · h2 білий пішак · e1 біла тура · f1 біла тура · g1 білий король | a8 чорна тура · g8 чорний король · d7 чорний ферзь · e7 чорний кінь · f7 чорна тура · h7 чорний пішак · a6 чорний пішак · c6 чорний пішак · d6 чорний слон · f6 чорний пішак · b5 чорний пішак · d5 чорний пішак · b3 білий слон · c3 білий пішак · d3 білий ферзь · f3 білий кінь · a2 білий пішак · b2 білий пішак · f2 білий пішак · g2 білий пішак · h2 білий пішак · e1 біла тура · f1 біла тура · g1 білий король | a8 чорна тура · g8 чорний король · d7 чорний ферзь · e7 чорний кінь · f7 чорна тура · h7 чорний пішак · a6 чорний пішак · c6 чорний пішак · d6 чорний слон · f6 чорний пішак · b5 чорний пішак · d5 чорний пішак · b3 білий слон · c3 білий пішак · d3 білий ферзь · f3 білий кінь · a2 білий пішак · b2 білий пішак · f2 білий пішак · g2 білий пішак · h2 білий пішак · e1 біла тура · f1 біла тура · g1 білий король | a8 чорна тура · g8 чорний король · d7 чорний ферзь · e7 чорний кінь · f7 чорна тура · h7 чорний пішак · a6 чорний пішак · c6 чорний пішак · d6 чорний слон · f6 чорний пішак · b5 чорний пішак · d5 чорний пішак · b3 білий слон · c3 білий пішак · d3 білий ферзь · f3 білий кінь · a2 білий пішак · b2 білий пішак · f2 білий пішак · g2 білий пішак · h2 білий пішак · e1 біла тура · f1 біла тура · g1 білий король | a8 чорна тура · g8 чорний король · d7 чорний ферзь · e7 чорний кінь · f7 чорна тура · h7 чорний пішак · a6 чорний пішак · c6 чорний пішак · d6 чорний слон · f6 чорний пішак · b5 чорний пішак · d5 чорний пішак · b3 білий слон · c3 білий пішак · d3 білий ферзь · f3 білий кінь · a2 білий пішак · b2 білий пішак · f2 білий пішак · g2 білий пішак · h2 білий пішак · e1 біла тура · f1 біла тура · g1 білий король | a8 чорна тура · g8 чорний король · d7 чорний ферзь · e7 чорний кінь · f7 чорна тура · h7 чорний пішак · a6 чорний пішак · c6 чорний пішак · d6 чорний слон · f6 чорний пішак · b5 чорний пішак · d5 чорний пішак · b3 білий слон · c3 білий пішак · d3 білий ферзь · f3 білий кінь · a2 білий пішак · b2 білий пішак · f2 білий пішак · g2 білий пішак · h2 білий пішак · e1 біла тура · f1 біла тура · g1 білий король | 3 |
| 2 | a8 чорна тура · g8 чорний король · d7 чорний ферзь · e7 чорний кінь · f7 чорна тура · h7 чорний пішак · a6 чорний пішак · c6 чорний пішак · d6 чорний слон · f6 чорний пішак · b5 чорний пішак · d5 чорний пішак · b3 білий слон · c3 білий пішак · d3 білий ферзь · f3 білий кінь · a2 білий пішак · b2 білий пішак · f2 білий пішак · g2 білий пішак · h2 білий пішак · e1 біла тура · f1 біла тура · g1 білий король | a8 чорна тура · g8 чорний король · d7 чорний ферзь · e7 чорний кінь · f7 чорна тура · h7 чорний пішак · a6 чорний пішак · c6 чорний пішак · d6 чорний слон · f6 чорний пішак · b5 чорний пішак · d5 чорний пішак · b3 білий слон · c3 білий пішак · d3 білий ферзь · f3 білий кінь · a2 білий пішак · b2 білий пішак · f2 білий пішак · g2 білий пішак · h2 білий пішак · e1 біла тура · f1 біла тура · g1 білий король | a8 чорна тура · g8 чорний король · d7 чорний ферзь · e7 чорний кінь · f7 чорна тура · h7 чорний пішак · a6 чорний пішак · c6 чорний пішак · d6 чорний слон · f6 чорний пішак · b5 чорний пішак · d5 чорний пішак · b3 білий слон · c3 білий пішак · d3 білий ферзь · f3 білий кінь · a2 білий пішак · b2 білий пішак · f2 білий пішак · g2 білий пішак · h2 білий пішак · e1 біла тура · f1 біла тура · g1 білий король | a8 чорна тура · g8 чорний король · d7 чорний ферзь · e7 чорний кінь · f7 чорна тура · h7 чорний пішак · a6 чорний пішак · c6 чорний пішак · d6 чорний слон · f6 чорний пішак · b5 чорний пішак · d5 чорний пішак · b3 білий слон · c3 білий пішак · d3 білий ферзь · f3 білий кінь · a2 білий пішак · b2 білий пішак · f2 білий пішак · g2 білий пішак · h2 білий пішак · e1 біла тура · f1 біла тура · g1 білий король | a8 чорна тура · g8 чорний король · d7 чорний ферзь · e7 чорний кінь · f7 чорна тура · h7 чорний пішак · a6 чорний пішак · c6 чорний пішак · d6 чорний слон · f6 чорний пішак · b5 чорний пішак · d5 чорний пішак · b3 білий слон · c3 білий пішак · d3 білий ферзь · f3 білий кінь · a2 білий пішак · b2 білий пішак · f2 білий пішак · g2 білий пішак · h2 білий пішак · e1 біла тура · f1 біла тура · g1 білий король | a8 чорна тура · g8 чорний король · d7 чорний ферзь · e7 чорний кінь · f7 чорна тура · h7 чорний пішак · a6 чорний пішак · c6 чорний пішак · d6 чорний слон · f6 чорний пішак · b5 чорний пішак · d5 чорний пішак · b3 білий слон · c3 білий пішак · d3 білий ферзь · f3 білий кінь · a2 білий пішак · b2 білий пішак · f2 білий пішак · g2 білий пішак · h2 білий пішак · e1 біла тура · f1 біла тура · g1 білий король | a8 чорна тура · g8 чорний король · d7 чорний ферзь · e7 чорний кінь · f7 чорна тура · h7 чорний пішак · a6 чорний пішак · c6 чорний пішак · d6 чорний слон · f6 чорний пішак · b5 чорний пішак · d5 чорний пішак · b3 білий слон · c3 білий пішак · d3 білий ферзь · f3 білий кінь · a2 білий пішак · b2 білий пішак · f2 білий пішак · g2 білий пішак · h2 білий пішак · e1 біла тура · f1 біла тура · g1 білий король | a8 чорна тура · g8 чорний король · d7 чорний ферзь · e7 чорний кінь · f7 чорна тура · h7 чорний пішак · a6 чорний пішак · c6 чорний пішак · d6 чорний слон · f6 чорний пішак · b5 чорний пішак · d5 чорний пішак · b3 білий слон · c3 білий пішак · d3 білий ферзь · f3 білий кінь · a2 білий пішак · b2 білий пішак · f2 білий пішак · g2 білий пішак · h2 білий пішак · e1 біла тура · f1 біла тура · g1 білий король | 2 |
| 1 | a8 чорна тура · g8 чорний король · d7 чорний ферзь · e7 чорний кінь · f7 чорна тура · h7 чорний пішак · a6 чорний пішак · c6 чорний пішак · d6 чорний слон · f6 чорний пішак · b5 чорний пішак · d5 чорний пішак · b3 білий слон · c3 білий пішак · d3 білий ферзь · f3 білий кінь · a2 білий пішак · b2 білий пішак · f2 білий пішак · g2 білий пішак · h2 білий пішак · e1 біла тура · f1 біла тура · g1 білий король | a8 чорна тура · g8 чорний король · d7 чорний ферзь · e7 чорний кінь · f7 чорна тура · h7 чорний пішак · a6 чорний пішак · c6 чорний пішак · d6 чорний слон · f6 чорний пішак · b5 чорний пішак · d5 чорний пішак · b3 білий слон · c3 білий пішак · d3 білий ферзь · f3 білий кінь · a2 білий пішак · b2 білий пішак · f2 білий пішак · g2 білий пішак · h2 білий пішак · e1 біла тура · f1 біла тура · g1 білий король | a8 чорна тура · g8 чорний король · d7 чорний ферзь · e7 чорний кінь · f7 чорна тура · h7 чорний пішак · a6 чорний пішак · c6 чорний пішак · d6 чорний слон · f6 чорний пішак · b5 чорний пішак · d5 чорний пішак · b3 білий слон · c3 білий пішак · d3 білий ферзь · f3 білий кінь · a2 білий пішак · b2 білий пішак · f2 білий пішак · g2 білий пішак · h2 білий пішак · e1 біла тура · f1 біла тура · g1 білий король | a8 чорна тура · g8 чорний король · d7 чорний ферзь · e7 чорний кінь · f7 чорна тура · h7 чорний пішак · a6 чорний пішак · c6 чорний пішак · d6 чорний слон · f6 чорний пішак · b5 чорний пішак · d5 чорний пішак · b3 білий слон · c3 білий пішак · d3 білий ферзь · f3 білий кінь · a2 білий пішак · b2 білий пішак · f2 білий пішак · g2 білий пішак · h2 білий пішак · e1 біла тура · f1 біла тура · g1 білий король | a8 чорна тура · g8 чорний король · d7 чорний ферзь · e7 чорний кінь · f7 чорна тура · h7 чорний пішак · a6 чорний пішак · c6 чорний пішак · d6 чорний слон · f6 чорний пішак · b5 чорний пішак · d5 чорний пішак · b3 білий слон · c3 білий пішак · d3 білий ферзь · f3 білий кінь · a2 білий пішак · b2 білий пішак · f2 білий пішак · g2 білий пішак · h2 білий пішак · e1 біла тура · f1 біла тура · g1 білий король | a8 чорна тура · g8 чорний король · d7 чорний ферзь · e7 чорний кінь · f7 чорна тура · h7 чорний пішак · a6 чорний пішак · c6 чорний пішак · d6 чорний слон · f6 чорний пішак · b5 чорний пішак · d5 чорний пішак · b3 білий слон · c3 білий пішак · d3 білий ферзь · f3 білий кінь · a2 білий пішак · b2 білий пішак · f2 білий пішак · g2 білий пішак · h2 білий пішак · e1 біла тура · f1 біла тура · g1 білий король | a8 чорна тура · g8 чорний король · d7 чорний ферзь · e7 чорний кінь · f7 чорна тура · h7 чорний пішак · a6 чорний пішак · c6 чорний пішак · d6 чорний слон · f6 чорний пішак · b5 чорний пішак · d5 чорний пішак · b3 білий слон · c3 білий пішак · d3 білий ферзь · f3 білий кінь · a2 білий пішак · b2 білий пішак · f2 білий пішак · g2 білий пішак · h2 білий пішак · e1 біла тура · f1 біла тура · g1 білий король | a8 чорна тура · g8 чорний король · d7 чорний ферзь · e7 чорний кінь · f7 чорна тура · h7 чорний пішак · a6 чорний пішак · c6 чорний пішак · d6 чорний слон · f6 чорний пішак · b5 чорний пішак · d5 чорний пішак · b3 білий слон · c3 білий пішак · d3 білий ферзь · f3 білий кінь · a2 білий пішак · b2 білий пішак · f2 білий пішак · g2 білий пішак · h2 білий пішак · e1 біла тура · f1 біла тура · g1 білий король | 1 |
|   | a | b | c | d | e | f | g | h |   |

 

 

20.Kd4 с5 21.Т: е7 С: е7 22.Kf5 с4 23.Фh3 Cf8 24.Cd1 Фс7 25.Ch5 Тd7

26.Те1 Тb8 27.Фh4 Cg7 28.Се8 Тdd8 29.Ке7+ Kph8 30.Kg6+ Kpg8

31.Ке7+ Kph8 32.Cf7 h6 33.Фh5 Тf8 34.Kg6+ Kph7 35.Се6 f5

36.С: f5 Тf6 37.Ke7+ Kph8 38.К: d5 Фd6 39.К: f6 Ф: f6 40.Те6 Фg5

41.Те8+, 1:0.